# Синиця рудогуза
Сини́ця рудогуза (Periparus rubidiventris) — вид горобцеподібних птахів родини синицевих.

## Поширення
Мешкає в Гімалаях і регіонах на схід і північний схід від них в Бутані, Китаї, Індії, М'янмі і Непалі. Його природні місця проживання — бореальні ліси та ліси помірного поясу.

## Підвиди
Виділяють чотири підвиди:

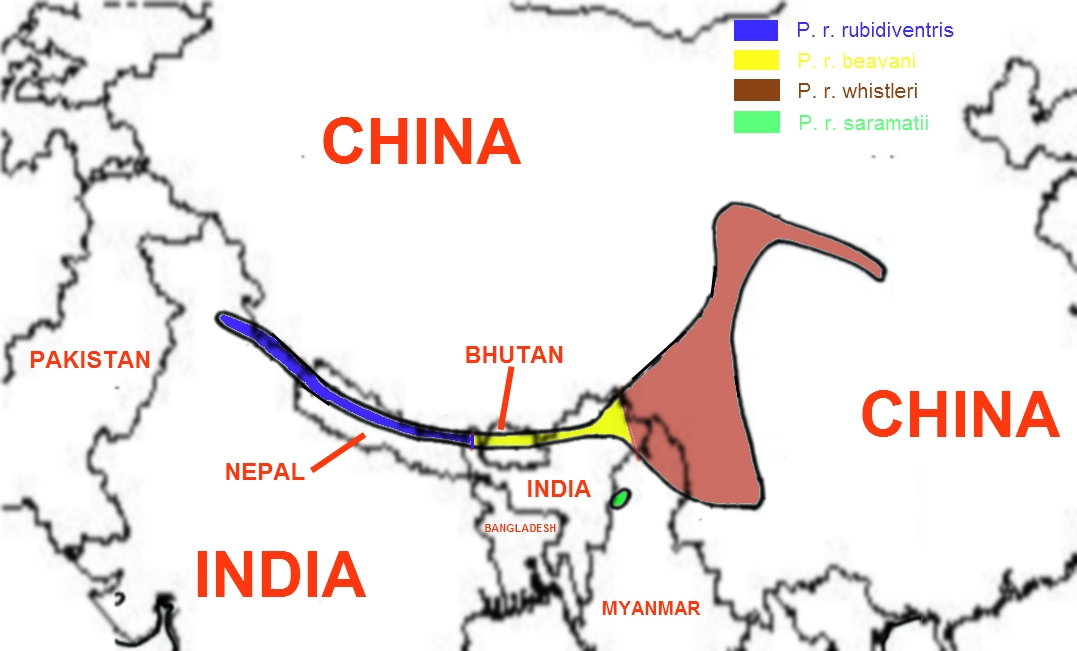
Поширення різних підвидів — блакитним = rubidiventris, жовтим = beavani, червоним = whistleri, зеленим = saramatii

- P. r. rubidiventris (Blyth, 1847) (з північного заходу на північний схід Індії та північ Непалу)
- P. r. beavani (Jerdon, 1863) (Північно-Східна Індія та Бутан)
- P. r. whistleri (Stresemann, 1931) (Південно-Західний Китай, Північно-Східна М'янма та Північно-Східна Індія)
- P. r. saramatii (Ripley, 1961) (локально на північному заході М'янми).